# Mao Inoue
Mao Inoue (井上 真央?, Inoue Mao; Yokohama, 9 gennaio 1987) è un'attrice giapponese.
Ha debuttato come junior-idol nel 1999. Nota soprattutto per le sue partecipazioni in popolari dorama giapponesi; interpretando la protagonista femminile di Hana Yori Dango ha vinto il premio come miglior attrice alla 47ª edizione dei Television Drama Academy.

## Biografia
Incoraggiata dalla madre fin da quando aveva 4 anni a partecipare a piccoli ruoli come attrice bambina in diverse serie tv, imparò e s'appassionò presto alla musica e al teatro.
Mao ha iniziato la sua carriera come attrice bambina alla tenera età di 5 anni. Raggiunge il successo definitivo nel 2005, prendendo il ruolo principale nell'adattamento live action del manga Hanayori Dango, assieme a Jun Matsumoto, Shun Oguri, Shōta Matsuda e Tsuyoshi Abe. La serie ebbe un ampio riscontro di pubblico, tanto che i produttori si trovarono costretti a sceneggiarne una 2ª stagione andata in onda nel 2007, Hana Yori Dango Returns con gli stessi attori.
Nel 2006 è co-protagonista nel suo primo film cinematografico Check it out, yo! con Yūta Hiraoka.
Nel 2007 è co-protagonista nel dorama First Kiss e immediatamente dopo ottiene il ruolo di protagonista in Hanaikusa ove interpreta il ruolo di una geisha. L'anno successivo svolge il ruolo di una principessa in Anmitsu Hime.   
Nel frattempo fa parte del cast di GeGeGe no Kitaro (film), adattamento dell'omonimo anime. Subito dopo ottiene il suo primo ruolo da protagonista in una pellicola, in Hana Yori Dango Final, seguito e conclusione dei 2 dorama precedenti. 
Nonostante la sua crescente popolarità e l'aumento di richieste di lavoro per lei, si prende una pausa decidendo si concentrarsi negli studi, che conclude nel marzo 2009 prendendo la laurea alla MejiUniversity, specializzandosi in letteratura teatrale Nel 2009 inizia le riprese per l'adattamento cinematografico Boku no hatsukoi o kimi ni sasagu del manga omonimo, con cui condivide la parte di protagonista assieme a Masaki Okada (in inglese tradotto come I give my first love to you. Nell'aprile dell'anno successivo esce nelle sale My Darling is a Foreigner dove si trova a recitare a fianco di Jonathan Sherr.
Nel 2010 torna a partecipare ad un dorama assieme a Shun Oguri, Jui Dolittle (il veterinario Dolittle). Infine, nel 2011 in Ohisama assume il ruolo di una donna che ha vissuto durante la seconda guerra mondiale. Nel 2011 assieme a Yutaka Takenuchi partecipa al film Taiheiyo no Kiseki: Fox per Yobareta Otoko girato in gran parte in Thailandia. Ma è col successivo Youkame no Semi  che, per la sua interpretazione eccellente di una figlia dal passato difficile, ottiene il suo primo premio come miglior attrice protagonista al 35° JapanFilmAcademyAwards

## Filmografia

### Cinema
- 2006: Check It Out! Yo
- 2007: GeGeGe no Kitaro
- 2007: Kaidan
- 2008: Hana Yori Dango Final
- 2009: Boku no hatsukoi o kimi ni sasagu
- 2010: My Darling is a Foreigner (Darling wa Gaikokujin)
- 2011: Oba: The Last Samurai (Taiheiyō no kiseki: Fokkusu to yobareta otoko)
- 2011: Youkame No Semi (Rebirth)
- 2013: Eien no Zero (The Eternal Zero)

### Televisione
- 1992: Manatsu no Keiji
- 1992: Gakkou go Akunai
- 1992: Itsumitemo Haran Banjo
- 1992: Kao Tsubusareta! Zankoku fatto Shashin
- 1993: Kokoro no Tabi Series
- 1994: Kagishi
- 1994: Mayonaka no Jôkyaku
- 1994: Ninja Sentai Kakuranger
- 1995: Tôryanse
- 1995: Kura
- 1996: Genki o ageru
- 1996: Asahi o wakare Seppun o No.
- 1997: Shogun Abarenbô VII
- 1997: Mito Komon Series 25
- 1997: Terakoya Yume Shinan
- 1997: Shin Hanshichi Torimonochô
- 1997: Mistero ourmet Onna ga Iku Shutchô Ryôrinin
- 1997: Kin no Tamago
- 1998: Hi no Ryôsen
- 1998: Toyama vs Onna Nezumi no Kinsan
- 1998: Kai
- 1999: War Kids
- 2000: War Kids 2
- 2000: Kazoku ~ ~-I Love You
- 2001: War Kids 3
- 2002: War Kids Special
- 2002: War Kids 4
- 2002: War Kids Special
- 2003: War Kids 5
- 2003: War Kids Special
- 2004: Home Drama
- 2005: Ji Kyumei Byoto 24
- 2005: Hana Yori Dango
- 2005: Hotaru no Haka
- 2007: Hana Yori Dango Returns
- 2007: Osama no Shinzo
- 2007: Hanaikusa
- 2007: First Kiss
- 2008: Anmitsu Hime
- 2009: Anmitsu Hime 2
- 2010: Juui Dolittle
- 2011: Ohisama